# Talbot County (Maryland)
Das Talbot County ist ein County im US-Bundesstaat Maryland. Der Verwaltungssitz (County Seat) ist Easton. Benannt wurde es nach Lady Grace Talbot, der Schwester von Cæcilius Calvert, 2. Baron Baltimore.
Bei der Volkszählung im Jahr 2020 hatte das County 37.526 Einwohner und eine Bevölkerungsdichte von 54 Einwohnern pro Quadratkilometer.

## Geographie

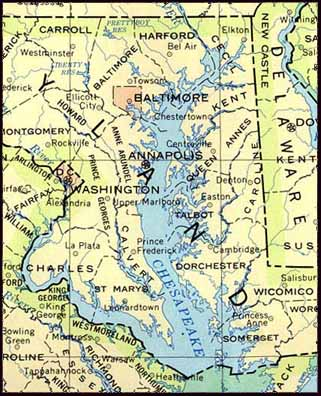
Die Chesapeake Bay mit dem Talbot County

Das County liegt auf der Delmarva-Halbinsel am östlichen Ufer der Chesapeake Bay und hat eine Fläche von 1235 Quadratkilometern; davon sind 536 Quadratkilometer (46,4 Prozent) Wasserflächen. Es grenzt an folgende Countys:
|  | Queen Anne’s County |                 |
|  |                     | Caroline County |
|  | Dorchester County   |                 |

## Geschichte
Erste europäische Siedlungen im heutigen Talbot County erschienen in den 1630er Jahren als Tabakplantagen unter Autorität der britischen Krone in der Province of Maryland. Ein Großteil der Siedler waren Quäker, doch wurden auch Puritaner in der Bevölkerung vertreten. Die offizielle Gründung des County erfolgte 1661 und die heutigen Grenzen wurden 1773 mit der Gründung des Caroline County festgelegt. Tabak war die wichtigste Wirtschaft des County. Talbots erste Towns, Oxford und St. Michaels, waren früh auf Schiffbau ausgelegt. Easton, das County Seat, entwickelte sich hingegen zur politischen Hauptstadt des Ostens von Maryland mit dem Hauptsitz vieler einflussreicher Familien, wie z. B die Tilghmans, die Lloyds, die Hollydays und die Goldsboroughs.
Fünf Stätten im Prince George’s County haben aufgrund ihrer geschichtlichen Bedeutung den Status einer National Historic Landmark. 63 Bauwerke und Stätten des Countys sind insgesamt im National Register of Historic Places eingetragen (Stand 14. November 2017).

## Schutzgebiete
- Wye Oak State Park

## Demografische Daten
Nach der Volkszählung im Jahr 2010 lebten im Talbot County 37.782 Menschen in 16.213 Haushalten. Die Bevölkerungsdichte betrug 54,1 Einwohner pro Quadratkilometer. In den 16.213 Haushalten lebten statistisch je 2,20 Personen.
Ethnisch betrachtet setzte sich die Bevölkerung zusammen aus 81,4 Prozent Weißen, 12,8 Prozent Afroamerikanern, 0,2 Prozent amerikanischen Ureinwohnern, 1,2 Prozent Asiaten sowie aus anderen ethnischen Gruppen; 1,6 Prozent stammten von zwei oder mehr Ethnien ab. Unabhängig von der ethnischen Zugehörigkeit waren 5,5 Prozent der Bevölkerung spanischer oder lateinamerikanischer Abstammung.
19,7 Prozent der Bevölkerung waren unter 18 Jahre alt, 56,6 Prozent waren zwischen 18 und 64 und 23,7 Prozent waren 65 Jahre oder älter. 52,2 Prozent der Bevölkerung war weiblich.

Das jährliche Durchschnittseinkommen eines Haushalts lag bei 59.633 USD. Das Prokopfeinkommen betrug 39.294 USD. 8,8 Prozent der Einwohner lebten unterhalb der Armutsgrenze.

## Städte und Gemeinden
Städte
| - Easton - Oxford - Queen Anne1 | - Saint Michaels - Trappe |

Census-designated places (CDP)
- Cordova
- Tilghman Island

Unincorporated Communitys
| - Bozman - Claiborne - McDaniel - Neavitt | - Newcomb - Royal Oak - Sherwood - Wittman | - Fairbanks - Wye Mills |

1 – teilweise im Queen Anne’s County

## Söhne und Töchter des County
- John Dickinson (1732–1808), Politiker
- Tench Tilghman (1744–1786), Lieutenant Colonel im Amerikanischen Unabhängigkeitskrieg
- James Lloyd (1745–1820), Politiker und Senator
- William Tilghman (1756–1827), Jurist und Politiker
- Joseph Hopper Nicholson (1770–1817), Politiker, Jurist und Abgeordneter im Repräsentantenhaus
- Samuel Stevens (1778–1860), Politiker
- Edward Lloyd (1779–1834), Politiker, Abgeordneter für und Gouverneur von Maryland
- Robert Henry Goldsborough (1779–1836), Politiker
- Daniel Martin (um 1780–1831), Politiker
- John Leeds Kerr (1780–1844), Politiker, Abgeordneter im Repräsentantenhaus und Senator
- William Hayward (1787–1836), Politiker und Abgeordneter im Repräsentantenhaus * Robert Henry Goldsborough (1779–1836), Politiker und Senator
- Richard Spencer (1796–1868), US-amerikanischer Politiker
- John Blake Rice (1809–1874), Politiker und Bürgermeister von Chicago
- John Bozman Kerr (1809–1878), Politiker und amerikanischer Gesandter in Nicaragua
- Philip F. Thomas (1810–1890), Politiker, Gouverneur von Maryland und amerikanischer Finanzminister
- Charles D. Hodges (1810–1884), US-amerikanischer Politiker* Samuel Hambleton (1812–1886), Politiker und Abgeordneter im Repräsentantenhaus
- Frederick Douglass (1818–1895), Sklave, Abolitionist und Schriftsteller
- Jonathan S. Willis (1830–1903), Politiker
- Charles Hopper Gibson (1842–1900), Politiker und Senator
- Isaac Ambrose Barber (1852–1909), Politiker und Abgeordneter im Repräsentantenhaus
- Frank Baker (1886–1963), Baseballspieler
- James Harry Covington (1870–1942), Politiker, Abgeordneter im Repräsentantenhaus und Bundesrichter
- Lee Lawrie (1877–1963), Bildhauer
- Edward Olson Hulburt (1890–1982), Geophysiker und Direktor am United States Naval Research Laboratory
- Edward Tylor Miller (1895–1968), Politiker und Abgeordneter im Repräsentantenhaus
- Leslie Holdridge (1907–1999), Biologe, Klimatologe und Tropenwaldforscher Helen Beebe (1908–1989), Pädagogin
- Skip Etchells (1911–1998), Yachtkonstrukteur
- Rogers Morton (1914–1979), Politiker, Innenminister und Handelsminister der Vereinigten Staaten
- Richard Lankford (1914–2003), Politiker und Abgeordneter im Regisseur
- William Oswald Mills (1924–1973), Politiker und Abgeordneter im Repräsentantenhaus
- Harry Hughes (1926–2019), Politiker und Gouverneur von Maryland
- Birch Bayh (1928–2019), Politiker, Senator und US-Präsidentschaftskandidat
- Robert Bauman (* 1937), Politiker und Abgeordneter im Repräsentantenhaus
- Bobby Lea (* 1983), Bahn- und Straßenradrennfahrer
- Maggie Rogers (* 1994), Musikerin